# 132e brigade de fusiliers motorisés de la Garde
Pour les articles homonymes, voir 132e brigade.
La 132e brigade de fusiliers motorisés de la Garde (en russe : 132-я гвардейская мотострелковая бригада, abrégé 132 гв. омсбр), de son nom complet le 132e brigade indépendante de fusiliers motorisés de la Garde « Gorlovskaïa » de l'ordre de la République (en russe : 132-я отдельная гвардейская мотострелковая Горловская ордена Республики бригада, numéro d'unité militaire 52892, est une unité des forces terrestres russes, anciennement une entité séparatiste de la république populaire de Donetsk (RPD).

## Historique
L'unité est créée sous le nom de 3e brigade de fusiliers motorisés le 14 octobre 2014 et participe à la guerre du Donbass,.
En février 2015, pour les opérations militaires dans les villages d'Ozerianivka (en), Mikhaïlovka (en) et les villes de Debaltseve et Vouhlehirsk, la formation reçoit le nom honorifique « Gorlovskaïa ».
Le 11 novembre 2015, par arrêté du ministre de la Défense de la RPD, l'unité militaire n° 08803 reçoit le titre honorifique de la « Garde ».
Le 9 août 2022, le chef de la république populaire de Donetsk, Denis Pouchiline lui décerne l'ordre de la République de la RPD dans le cadre de l'invasion russe de l'Ukraine. Deux militaires reçoivent à titre posthume le titre de Héros de la république populaire de Donetsk.
Fin janvier 2023, la brigade est transférée dans les forces armées russes et renommée 132e brigade de fusiliers motorisés de la Garde. En 2023, la brigade combat dans plusieurs secteurs du front de l'oblast de Donetsk, étant brièvement déployée lors de la bataille de Bakhmout en février et en direction de Krasnohorivka à partir de mars,.
Le 4 janvier 2024, la 132e brigade est repérée en direction de Novobakhmoutivka, dans le raïon de Iassynouvata. Le 14 janvier, des unités de la 132e brigade sont localisées dans les environs de Novokalynove, au nord-ouest d'Avdiïvka.